# Aspen Serenade
Aspen Serenade, op. 361, est une œuvre de musique de chambre pour nonette de Darius Milhaud composée en 1957.

## Présentation
Aspen Serenade, dont le titre évoque la ville d'Aspen, dans le Colorado, qui abrite un festival de musique réputé où Milhaud professait l'été, est composé à Mills College entre le 28 mars et le 9 avril 1957,.
La partition est écrite pour un nonette instrumental comprenant 1 flûte, 1 hautbois, 1 clarinette, 1 basson, 1 trompette, 1 violon, 1 alto, 1 violoncelle et 1 contrebasse,.
Dédiée à Charles Jones (en), l'œuvre est créée au Festival d'Aspen le 19 août 1957.

## Structure et analyse
Aspen Serenade, d'une durée moyenne d'exécution de seize minutes cinq environ, est constitué de cinq mouvements dont chaque intitulé commence par une lettre initiale du mot « Aspen », :
1. Animé (« Astir »), qui « affirme d'emblée une polytonalité, grâce à laquelle bois et cordes se superposent comme deux entités indépendantes (les premiers autour de l'axe tonal d'ut majeur, les secondes autour de celui de mi bémol majeur) ; la construction est en deux parties symétriques, — la trompette soulignant leurs différentes articulations[2] » ;
2. Souple et printanier (« Springlike »), « en délicates harmonies[2] » et à l'inspiration « fraîche et quasi pastorale, [... qui] fait valoir le rôle mélodique de la trompette[2] » ;
3. Paisible (« Peaceful »), de forme lied ABA[5] ;
4. Énergique (« Energetic »), où « la succession des idées est reprise, à partir du milieu, en mouvement récurrent « à l'écrevisse »[5] » ;
5. Nerveux et coloré (« Nimble and colorful »), finale qui superpose deux fugues à quatre voix[5], « (les bois retrouvant le mi bémol majeur initial, les cordes celui d'ut majeur) ; la trompette — voix fort distincte des autres — chante en la majeur des thèmes des deux fugues en augmentation[2] ».

Pour Paul Collaer, l'ouvrage, « chaudement coloré, est très clair à l'audition. On l'écoute comme on contemple un beau vitrail d'église dont le soleil fait chatoyer les centaines de plaquettes ».
La partition est publiée par Heugel,. Dans le catalogue des œuvres de Darius Milhaud, Aspen Serenade porte le numéro d'opus 361.

## Discographie sélective
- Darius Milhaud: Aspen Serenade, Stanford Serenade, Les Rêves de Jacob, Lajos Lencsés (hautbois), membres du Radio-Sinfonieorchester Stuttgart, Gilbert Varga (dir.), CPO 999 114-2, 1992.